# Festival international des médias de Banff
 (avril 2021).
Le Festival international des médias de Banff (Banff World Media Festival), anciennement Festival international de la télévision de Banff (Banff World Television Festival) est l'un des plus importants évènements internationaux dans le domaine des médias au Canada[réf. nécessaire]. Il se déroule chaque année depuis 2001 dans les Rocheuses canadiennes au Fairmont Banff Springs Hotel de Banff dans l'Alberta. Il est dédié aux télévisions du monde et aux médias en général, à leur création et à leur développement.
Chaque année sont décernées les Rockies Awards (du nom des montagnes où se tient le festival, les Canadian Rockies), qui récompensent les meilleures productions internationales dans les catégories fiction, non-fiction et interactivité.